# Joseph Henry Gilbert
Sir Joseph Henry Gilbert FRS (Kingston upon Hull, 1 de agosto de 1817 — Harpenden, 23 de dezembro de 1901) foi um químico inglês.
É reconhecido pela sua longa atuação na melhoria de métodos agriculturais.